# Кайо Алвеш Гомеш
Кайо Алвеш Гомеш (порт.-браз. Caio Alves Gomes; нар. 6 липня 2002, Куритиба, Парана, Бразилія) — бразильський футболіст, лівий захисник одеського «Чорноморця».

## Життєпис
Народився в місті Куритиба, штат Парана. Футбольний шлях розпочав в академії «Парани». Також виступав за юнацькі команди «Індепендьєнте» (Сан-Жозіненсі) та «Лондрини». У сезоні 2022 року грав за молодіжну команду «Індепендьєнте» (Сан-Жозіненсі), за яку відзначився 1 голом у 24-х матчах.
У дорослому футболі дебютував 12 лютого 2023 року в нічийному (0:0) виїзному поєдинку 1-го туру Ліги Паранаенсе проти «Куритиби». Кайо вийшов на поле в стартовому складі та відіграв увесь матч. У національному чемпіонаті Бразилії (серії D, четвертий дивізіон) дебютував 6 травня 2023 року в переможному (2:1) домашньому поєдинку 1-го туру проти «Кашиас-ду-Сул». Гомеш вийшов на поле на 84-й хвилині замість Мікаеля Доки. Загалом за «Індепендьєнте» зіграв 6 матчів у Серії D чемпіонату Бразилії та 1 поєдинок у Лізі Параненсе.
У середині вересня 2023 року перебрався до «Атлетіку» (Паранаваї). Дебютував за нову команду 17 вересня 2023 року в програному (0:4) домашньому поєдинку 1-го туру 1-го групового раунду групи Б третього дивізіону Ліги Паранаенсе проти «Насіуналя» (Парана). Кайо вийшов на поле на 69-й хвилині замість Гауставу Гамейру. У сезоні 2023 року зіграв 14 матчів у третьому дивізіоні Ліги Паранаенсе. На початку лютого 2024 року повернувся до «Індепендьєнте» (Сан-Жозіненсі). Зіграв 5 матчів у Лізі Паранаенсе. У середині серпня 2024 року повернувся до «Атлетіку» (Паранаваї), за який у сезоні 2024 року зіграв ще 9 матчів у другому дивізіоні Ліги Паранаенсе., перш ніж вільним агентом не залишив команду.
12 серпня 2024 року підписав 3-річний договір з «Чорноморцем». У футболці одеського клубу дебютував 16 серпня 2024 року в переможному (1:0) домашньому поєдинку 3-го туру Прем'єр-ліги України проти ковалівського «Колоса». Кайо вийшов на поле на 82-й хвилині замість Артема Габелка.